# 2022 год в истории железнодорожного транспорта
2022 год в истории железнодорожного транспорта

## События
- 8 января — открыта высокоскоростная железная дорога Ханчжоу–Тайчжоу[1].

- 12 января — в Балашихе началось строительство остановочного пункта Ольгино будущей линии МЦД-4[2].

- 18 марта — в провинции Фуцзянь (Китай) началось строительство первой в стране высокоскоростной железной дороги, пересекающей морскую акваторию[3].

- 19 марта — в Сербии запущено первое в стране скоростное сообщение между Белградом и Нови-Садом. Железная дорога стала частью линии Белград—Будапешт[4].

- 4 апреля — открыт остановочный пункт Минская Киевского направления МЖД (часть будущего МЦД-4)[5].
- 31 марта  — в Кыргызстане началось строительство первой после распада СССР железнодорожной линии Балыкчы—Кочкор[6][7].

- 27 апреля — открыт первый трансграничный железнодорожный мост через реку Амур в Китай Нижнеленинское — Тунцзян[8].

- 10 июня — открыта станция Печатники на МЦД-2[9].
- 11 июля — запуск Нижегородских центральных диаметров[10].
- 4 августа — запущено движение электропоездов между Нижним Новгородом и Казанью[11].

## Происшествия
| Дата       | Место               | Погибли | Пострадали | Тип                  | Описание                                                                           |
| ---------- | ------------------- | ------- | ---------- | -------------------- | ---------------------------------------------------------------------------------- |
| 13 января  | Западная Бенгалия   | 9       | 50         | Сход с рельсов       | Поезд сошёл с рельсов из-за нерегулярного технического обслуживания.               |
| 11 марта   | Лулаба              | 75      | 125        | Сход с рельсов       | Грузовой поезд, в котором находились безбилетники, сошёл с рельсов и упал в овраг. |
| 9 мая      | Мёдлинг             | 1       | 13         | Сход с рельсов       | Все шесть вагонов пассажирского поезда сошли с рельсов, два из них опрокинулись.   |
| 3 июня     | Гармиш-Партенкирхен | 5       | 68         | Сход с рельсов       | Двухэтажный поезд сошёл с рельсов                                                  |
| 8 июня     | Тебес               | 21      | 86         | Сход с рельсов       | В результате крушения с рельсов сошли восемь вагонов, три из них опрокинулись.     |
| 27 июня    | Миссури             | 4       | ~150       | ДТП на переезде      | Пассажирский поезд столкнулся с самосвалом на переезде и сошёл с рельсов.          |
| 26 июля    | Серанг              | 9       | 24         | ДТП на переезде      | Поезд столкнулся с автобусом .                                                     |
| 9 сентября | Новска              | 3       | 11         | Столкновение поездов | Грузовой поезд столкнулся с пассажирским                                           |
| 7 декабря  | Монкада-и-Решак     | 0       | ~150       | Столкновение поездов | Два поезда столкнулись недалеко от Барселоны                                       |